# Avon Hall
Avon Hall ist eine Villa in der schottischen Stadt Grangemouth in der Council Area Falkirk. 1987 wurde das Bauwerk in die schottischen Denkmallisten in der Kategorie B aufgenommen.

## Beschreibung
Die Villa liegt im Nordosten von Grangemouth abseits der Bo’ness Road (A904). Sie wurde im Jahre 1877 für John Fairley erbaut und im Folgejahr fertiggestellt. Als Architekt zeichnet J. M. McLaren für die Planung verantwortlich. Zusammen mit dem nahegelegenen Avondhu House Hotel handelt es sich um McLarens erstes eigenständig geplantes Bauwerk. 1877 wurde es in der Fachzeitschrift The British Architect vorgestellt. Das zweistöckige, aus bossiertem Naturstein bestehende Gebäude ist asymmetrisch aufgebaut. Der mit einer auskragenden Balustrade abschließende Eingangsbereich befindet sich in einem zweistöckigen Turm. Zur Linken tritt ein zweiter, semioktogonaler Turm mit feiner Ornamentierung und Zeltdach hervor. Im Osten schließt sich ein einstöckiger Flügel an. Die Westfassade wird von zwei als Staffelgiebel gearbeiteten Giebelflächen dominiert. Von den schiefergedeckten Dächern ragen markante Schornsteine auf.